# マダラハクテンヒラタエイ
マダラハクテンヒラタエイ (学名：Urolophus paucimaculatus)は、ヒラタエイ属に分類されるエイの一種。

## 解説
オーストラリア南部の海岸でよく見られる。水深150 mまでの砂泥底や藻場に生息する底魚で、分布域の北部では生息水深が深い傾向にある。体長は最大57cmに達し、体盤は幅広の菱形。背面は灰色で、目の間にV字型の模様がある。分布域南部の個体には白い斑点がある。鼻孔の間には独特の形をした鼻褶がある。尾の両側には皮褶があり、背鰭は無く、葉形の尾鰭がある。日中はあまり活動的でなく、主に甲殻類を、その他多毛類や底生生物を捕食する。無胎盤性の胎生で、胎仔は母親の子宮分泌液によって栄養を与えられる。東部と西部の集団では生活史が異なり、東部では妊娠期間が12ヶ月で産仔数が最大6であるのに対し、西部では妊娠期間 が10ヶ月で、産仔数は1か2である。また、西部の個体の方が寿命が長い。尾の毒棘は人に危害を加える可能性があり、刺激されると攻撃的に反応する。生息域の大部分では漁業活動が少ない為、国際自然保護連合(IUCN)によって低危険種に指定されている。

## 分類・名称
ミュージアム・ビクトリアのジョーン・ディクソンによって1969年に『The Victorian Naturalist』の中で記載された。種小名はラテン語で「少ない斑点」という意味。模式標本はビクトリア州のバス海峡から採集された。国際自然保護連合によると、東部と西部の集団は生活史が異なり、分類学的調査が必要である。

## 分布と生息地

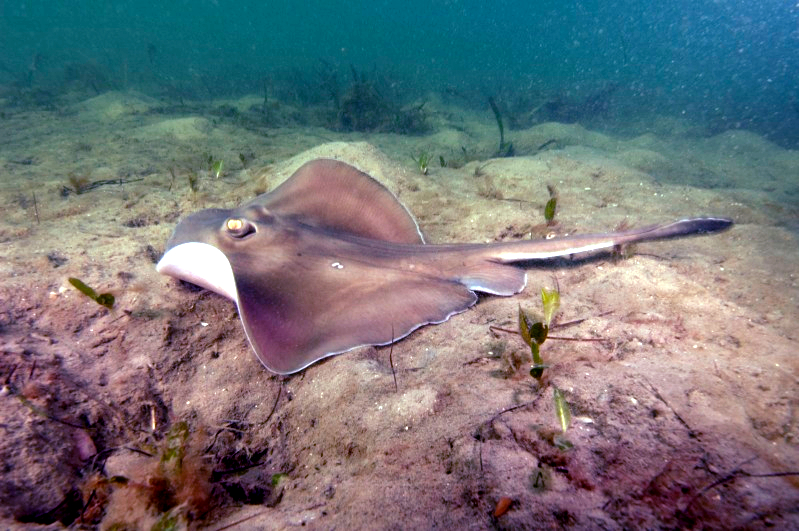
砂地や藻場に生息する。

オーストラリア南部沖に最も豊富に生息するエイの1つであり、ニューサウスウェールズ州から西オーストラリア州まで、タスマニア州を含む広範囲に分布している。気候変動の影響で、過去数十年で分布域は南に拡大した。ポートフィリップ湾では漁業によって他の種が減少した為、1970年から1991年にかけて本種の個体数が増加した。浅い湾、入江から水深150 m以上の大陸棚まで、様々な環境の砂底や藻場に生息する。グレートオーストラリア湾など、北部の個体は水深80 - 100 mより深い場所で見つかる傾向がある。対して南のビクトリア州やタスマニア州沖の個体は、水深30 m以下の場所に多い。年齢や性別による生息地の変化の証拠は無い。冬の間に沖合に移動している可能性がある。

## 形態
体盤は横長の菱形で、角は丸い。体盤前縁はほぼ一直線で、吻は分厚く鈍角で、体盤からほとんど突き出ない。目は小さく、すぐ後ろに雫型の噴水孔がある。鼻孔の縁は後方に向かって伸びている。鼻孔の間にはベル型の鼻褶があり、その後縁は細かい房状になっている。同様の形の鼻褶をもつのはKapala stingaree (U. kapalensis)のみである。口は小さく、口底には5個か6個の乳頭突起があり、突起は殆ど先端が二叉している。下顎の外側にはさらに小さな乳頭突起が存在する。歯は小さく、基部がほぼ楕円形で、五角形に並んでいる。鰓孔は短く、5対ある。腹鰭は小さく、丸い。尾の長さは体盤の 77 - 98%である。尾の基部は平らで、先端に向かって細くなり、先端には葉形の尾鰭がある。尾の両側には顕著な皮褶があり、半分程の位置に鋸歯状の尾棘がある。背鰭は無い。皮膚には皮歯が全く無い。体色は背面が一様に明るい灰色で、目の間に暗色の V 字型の模様があり、腹面は白色で、縁は僅かに暗色。分布域南部の個体は、背面に黒く縁取られた白色の斑点が規則的に並ぶ。幼体の尾鰭は黒く、成長とともに明るくなるが、縁は変化しない場合もある。体長は最大57cm。

## 生態
夜行性であり、日中は砂に埋もれて休んでいることが多い。 主に甲殻類を捕食し、食事の80%を占めている。特に端脚類、アミ、エビが多い。多毛類は主要な二次食料源である。軟体動物、棘皮動物、小型の硬骨魚類も捕食する。成長に伴い食事の種類は増加する。具体的にはアミ、等脚類、端脚類の割合が低下し、エビ、多毛類、カニの割合が高くなる。エビスザメに捕食される。本種の寄生虫には多節条虫亜綱のAcanthobothrium属、単生綱のCalicotyle urolophiおよびMerizocotyle urolophiが知られている。
無胎盤性の胎生で、胚が卵黄の栄養を使い果たすと、母親の子宮分泌液によって栄養を供給される。卵巣と子宮は右側が機能し、毎年繁殖する。東部の集団では排卵は春または初夏に起こり、胎仔数は1から6で、雌の体が大きいほど多い。妊娠期間は約1年で、仔魚の体長は出生時約15 - 16cm。雄は2年半、体長約28cmで、雌は3年、体長約27cmで性成熟する。寿命は少なくとも雄で8年、雌で9年。西部の集団では、初夏から真夏にかけて交尾し、産仔数は1か2。妊娠期間は10ヶ月で、出産は晩春から初夏にかけて行われる。仔魚は出生時、体盤幅13 cm。雄は3年、体盤幅約21 cmで、雌は5年、体盤幅約 22 cmで性成熟する。寿命は最長で14年。どちらの集団でも雌の方が大きく、成長も遅い。

## 人との関わり
攻撃的であり、危険を感じると毒針を用いて身を守る。食用になるが、市場にはほとんど出回らない。 漁獲圧はそれほど大きくないが、地引網や底引網で混獲されることがある。混獲されると廃棄され、その後の生存率は高いが、胎仔を流産してしまう事が多い。しかし個体数は安定している為、国際自然保護連合は本種を低危険種としている。政府による保護の恩恵を受けている。